# Campionatul European de Handbal Feminin pentru Tineret din 2019
Campionatul European de Handbal Feminin pentru Tineret din 2019 a fost a XII-a ediție a turneului organizat de Federația Europeană de Handbal și s-a desfășurat la Győr, în Ungaria, între 11 și 21 iulie 2019. Începând cu ediția din 2019 a fost introdus un nou sistem, care a prevăzut trei turnee finale separate: turneul principal din Ungaria, la care au luat parte 16 echipe cel mai bine clasate din punct de vedere al coeficienților EHF, și alte două turnee grupate sub titulatura Campionatele EHF Feminin U19, organizate în Lituania și Bulgaria, la care au luat parte 18 echipe cel mai slab clasate din punct de vedere al coeficienților EHF.

## Selecția gazdelor
Deși inițial „au fost discuții promițătoare cu 2 posibili organizatori”, în final Ungaria a rămas singura țară care a înaintat documentele necesare pentru a găzdui competiția. Comisia pentru Competiții a EHF a constatat că sălile propuse „sunt binecunoscute și de aceea deplasările pe teren pentru pre-inspecții nu sunt necesare”. Pe 16 martie 2018, membrii Comitetului Executiv al EHF au anunțat că Ungaria a primit dreptul de a organiza ediția din 2019 a Campionatului European U19.

## Sălile
Meciurile campionatului european s-au desfășurat în două săli din orașul Győr:
| Győr                         |                                                    |
| Audi Aréna Capacitate: 5.500 | Sala Sporturilor Mihály Magvassy Capacitate: 2.800 |
|                              |                                                    |

## Calificările
Spre deosebire de edițiile anterioare, pentru cea din 2019 nu s-au mai organizat turnee de calificare. Echipele calificate au fost selectate „pe baza clasamentului actualizat al competițiilor feminine la categoria junioare”, „luându-se în considerare rezultatele la competițiile feminine pentru categoria junioare din 2017”.

### Echipe calificate
| Țara          | Calificate ca și                | Data obținerii calificării | Apariții anterioare în competiție1                                    |
| ------------- | ------------------------------- | -------------------------- | --------------------------------------------------------------------- |
| Germania      | Locul 1 la CE U17 din 2017      | 13 august 2017             | 10 (1996, 2000, 2002, 2004, 2007, 2009, 2011, 2013, 2015, 2017)       |
| Norvegia      | Locul 2 la CE U17 din 2017      | 13 august 2017             | 10 (1996, 1998, 2000, 2004, 2007, 2009, 2011, 2013, 2015, 2017)       |
| Ungaria       | Locul 3 la CE U17 din 2017      | 13 august 2017             | 9 (1998, 2000, 2002, 2007, 2009, 2011, 2013, 2015, 2017)              |
| Franța        | Locul 4 la CE U17 din 2017      | 13 august 2017             | 11 (1996, 1998, 2000, 2002, 2004, 2007, 2009, 2011, 2013, 2015, 2017) |
| Rusia         | Locul 5 la CE U17 din 2017      | 13 august 2017             | 11 (1996, 1998, 2000, 2002, 2004, 2007, 2009, 2011, 2013, 2015, 2017) |
| Danemarca     | Locul 6 la CE U17 din 2017      | 13 august 2017             | 9 (1996, 2000, 2004, 2007, 2009, 2011, 2013, 2015, 2017)              |
| România       | Locul 7 la CE U17 din 2017      | 13 august 2017             | 11 (1996, 1998, 2000, 2002, 2004, 2007, 2009, 2011, 2013, 2015, 2017) |
| Spania        | Locul 8 la CE U17 din 2017      | 13 august 2017             | 10 (1998, 2000, 2002, 2004, 2007, 2009, 2011, 2013, 2015, 2017)       |
| Suedia        | Locul 9 la CE U17 din 2017      | 16 august 2017             | 9 (2000, 2002, 2004, 2007, 2009, 2011, 2013, 2015, 2017)              |
| Țările de Jos | Locul 10 la CE U17 din 2017     | 16 august 2017             | 7 (1998, 2002, 2007, 2009, 2011, 2013, 2017)                          |
| Muntenegru    | Locul 11 la CE U17 din 2017     | 16 august 20177            | 3 (2009, 2015, 2017)                                                  |
| Slovacia      | Locul 12 la CE U17 din 2017     | 16 august 2017             | 2 (1998, 2013)                                                        |
| Croația       | Locul 13 la CE U17 din 2017     | 16 august 2017             | 7 (1998, 2000, 2004, 2011, 2013, 2015, 2017)                          |
| Austria       | Locul 14 la CE U17 din 2017     | 16 august 2017             | 5 (1996, 2004, 2007, 2009, 2011)                                      |
| Portugalia    | Locul 1 la T2 EURO U17 din 2017 | 20 august 2017             | 4 (2004, 2013, 2015, 2017)                                            |
| Slovenia      | Locul 1 la T1 EURO U17 din 2017 | 6 august 2017              | 9 (1996, 2000, 2002, 2004, 2007, 2009, 2011, 2013, 2017)              |

1 Bold indică echipa campioană din acel an.
2 Italic indică echipa gazdă din acel an.

## Distribuția
Selecționatele naționale calificate la turneul final au fost distribuite în patru urne de câte patru echipe. Distribuția în urne a avut la bază coeficienții valorici ai EHF: urna 1 a fost alcătuită din cele mai bune echipe, în timp ce urna a 4-a a fost formată din echipele cu cei mai slabi coeficienți EHF. Din urne, echipele au fost plasate prin tragere la sorți în patru grupe preliminare de câte patru echipe, fiecare grupă cuprinzând câte o echipă din fiecare urnă. Tragerea la sorți a avut loc la sediul primăriei din Győr, Ungaria, pe 26 februarie 2019.
Distribuția în urnele valorice a fost următoarea:
| Urna 1                                 | Urna a 2-a                           | Urna a 3-a                                     | Urna a 4-a                                |
| -------------------------------------- | ------------------------------------ | ---------------------------------------------- | ----------------------------------------- |
| Germania · Norvegia · Ungaria · Franța | Rusia · Danemarca · România · Spania | Suedia · Țările de Jos · Muntenegru · Slovacia | Croația · Austria · Portugalia · Slovenia |

## Grupele preliminare
Selecționatele naționale au fost trase la sorți în patru grupe preliminare de câte patru echipe. Tragerea la sorți a avut loc la sediul primăriei din Győr, Ungaria, pe 26 februarie 2019, de la ora locală 13:00, și a fost transmisă în direct pe canalul YouTube al EHF. Selecționatele naționale au fost trase la sorți de handbalistele echipei Győri Audi ETO KC Anita Görbicz, Cornelia Groot, Amandine Leynaud și Stine Oftedal, precum și de Gabriella Horváth, membru al Comitetului Executiv al EHF, și Katalin Pálinger, fostă handbalistă și vicepreședinte al Federației Ungare de Handbal.
În urma tragerii la sorți au rezultat grupele de mai jos. Echipele clasate pe primele două locuri în fiecare grupă au avansat în grupele principale. Echipele clasate pe locurile trei și patru au jucat în grupele intermediare.
|  | Echipele calificate în Grupele Principale |
|  | Echipele evoluând în Grupele Intermediare |

Calendarul de mai jos respectă ora de vară CET:

### Grupa A
| Echipa   | M | V | E | Î | GM  | GP | G   | Pct |
| -------- | - | - | - | - | --- | -- | --- | --- |
| Rusia    | 3 | 3 | 0 | 0 | 112 | 58 | +54 | 6   |
| Franța   | 3 | 2 | 0 | 1 | 80  | 67 | +13 | 4   |
| Slovacia | 3 | 1 | 0 | 2 | 60  | 98 | −38 | 2   |
| Slovenia | 3 | 0 | 0 | 3 | 61  | 90 | −29 | 0   |

| 11 iulie 2019 18:30 | Franța            | 28 − 21 | Slovacia      | Sala Mihály Magvassy, Győr Asistență: 200 Arbitri: Boričić, Marković |
| 11 iulie 2019 18:30 | patru jucătoare 4 | (16−7)  | Pastoreková 8 | Sala Mihály Magvassy, Győr Asistență: 200 Arbitri: Boričić, Marković |
| 11 iulie 2019 18:30 | 7× 2×             | Cronică | 3× 2×         | Sala Mihály Magvassy, Győr Asistență: 200 Arbitri: Boričić, Marković |

| 11 iulie 2019 20:30 | Rusia      | 36 − 21 | Slovenia         | Sala Mihály Magvassy, Győr Asistență: 200 Arbitri: Manea, Iliescu |
| 11 iulie 2019 20:30 | Maslova 10 | (18−10) | trei jucătoare 3 | Sala Mihály Magvassy, Győr Asistență: 200 Arbitri: Manea, Iliescu |
| 11 iulie 2019 20:30 | 4×         | Cronică | 3×               | Sala Mihály Magvassy, Győr Asistență: 200 Arbitri: Manea, Iliescu |

| 12 iulie 2019 18:30 | Slovenia  | 16 − 28 | Franța    | Sala Mihály Magvassy, Győr Asistență: 200 Arbitri: Smailagić, Smailagić |
| 12 iulie 2019 18:30 | Cerovak 4 | (5−15)  | Jacques 5 | Sala Mihály Magvassy, Győr Asistență: 200 Arbitri: Smailagić, Smailagić |
| 12 iulie 2019 18:30 | 6×        | Cronică | 5×        | Sala Mihály Magvassy, Győr Asistență: 200 Arbitri: Smailagić, Smailagić |

| 12 iulie 2019 20:30 | Slovacia  | 13 − 46 | Rusia             | Sala Mihály Magvassy, Győr Asistență: 150 Arbitri: Sa, Sa |
| 12 iulie 2019 20:30 | Jagodič 4 | (5−23)  | patru jucătoare 5 | Sala Mihály Magvassy, Győr Asistență: 150 Arbitri: Sa, Sa |
| 12 iulie 2019 20:30 | 6× 1×     | Cronică | 1× 2×             | Sala Mihály Magvassy, Győr Asistență: 150 Arbitri: Sa, Sa |

| 14 iulie 2019 18:30 | Franța    | 24 − 30 | Rusia          | Sala Mihály Magvassy, Győr Asistență: 200 Arbitri: Mitrović, Kažanegra |
| 14 iulie 2019 18:30 | Peillon 6 | (14−17) | Mihailicenko 9 | Sala Mihály Magvassy, Győr Asistență: 200 Arbitri: Mitrović, Kažanegra |
| 14 iulie 2019 18:30 | 2× 1×     | Cronică | 6×             | Sala Mihály Magvassy, Győr Asistență: 200 Arbitri: Mitrović, Kažanegra |

| 14 iulie 2019 20:30 | Slovacia      | 26 − 24 | Slovenia  | Sala Mihály Magvassy, Győr Asistență: 350 Arbitri: Fremstad, Pedersen |
| 14 iulie 2019 20:30 | Pastoreková 8 | (12−12) | Cerovak 5 | Sala Mihály Magvassy, Győr Asistență: 350 Arbitri: Fremstad, Pedersen |
| 14 iulie 2019 20:30 | 4× 1×         | Cronică | 7×        | Sala Mihály Magvassy, Győr Asistență: 350 Arbitri: Fremstad, Pedersen |

### Grupa B
| Echipa        | M | V | E | Î | GM | GP | G   | Pct |
| ------------- | - | - | - | - | -- | -- | --- | --- |
| Țările de Jos | 3 | 3 | 0 | 0 | 85 | 73 | +12 | 6   |
| Danemarca     | 3 | 2 | 0 | 1 | 77 | 67 | +10 | 4   |
| Germania      | 3 | 1 | 0 | 2 | 81 | 80 | +1  | 2   |
| Croația       | 3 | 0 | 0 | 3 | 57 | 80 | −23 | 0   |

| 11 iulie 2019 14:30 | Germania            | 30 − 31 | Țările de Jos | Sala Mihály Magvassy, Győr Asistență: 300 Arbitri: Sa, Sa |
| 11 iulie 2019 14:30 | Blekmann, Uhlmann 6 | (13−17) | Sprengers 13  | Sala Mihály Magvassy, Győr Asistență: 300 Arbitri: Sa, Sa |
| 11 iulie 2019 14:30 | 6× 2× 1×            | Cronică | 5× 2×         | Sala Mihály Magvassy, Győr Asistență: 300 Arbitri: Sa, Sa |

| 11 iulie 2019 16:30 | Danemarca | 24 − 18 | Croația  | Sala Mihály Magvassy, Győr Asistență: 300 Arbitri: Smailagić, Smailagić |
| 11 iulie 2019 16:30 | Hansen 6  | (13−6)  | Guskić 6 | Sala Mihály Magvassy, Győr Asistență: 300 Arbitri: Smailagić, Smailagić |
| 11 iulie 2019 16:30 | 5× 2×     | Cronică | 3× 1×    | Sala Mihály Magvassy, Győr Asistență: 300 Arbitri: Smailagić, Smailagić |

| 12 iulie 2019 14:30 | Croația                    | 16 − 26 | Germania    | Sala Mihály Magvassy, Győr Asistență: 300 Arbitri: Fremstad, Pedersen |
| 12 iulie 2019 14:30 | Guskić, Lucija Jandrašić 5 | (11−11) | Blekmann 10 | Sala Mihály Magvassy, Győr Asistență: 300 Arbitri: Fremstad, Pedersen |
| 12 iulie 2019 14:30 | 7×                         | Cronică | 5×          | Sala Mihály Magvassy, Győr Asistență: 300 Arbitri: Fremstad, Pedersen |

| 12 iulie 2019 16:30 | Țările de Jos              | 24 − 20 | Danemarca    | Sala Mihály Magvassy, Győr Asistență: 500 Arbitri: Mitrović, Kažanegra |
| 12 iulie 2019 16:30 | Krullaars, Van der Vliet 6 | (9−11)  | Steffensen 7 | Sala Mihály Magvassy, Győr Asistență: 500 Arbitri: Mitrović, Kažanegra |
| 12 iulie 2019 16:30 | 3× 1×                      | Cronică | 3× 1×        | Sala Mihály Magvassy, Győr Asistență: 500 Arbitri: Mitrović, Kažanegra |

| 14 iulie 2019 14:30 | Germania   | 25 − 33 | Danemarca        | Sala Mihály Magvassy, Győr Asistență: 200 Arbitri: Manea, Iliescu |
| 14 iulie 2019 14:30 | Blekmann 7 | (7−17)  | Hansen, Møller 5 | Sala Mihály Magvassy, Győr Asistență: 200 Arbitri: Manea, Iliescu |
| 14 iulie 2019 14:30 | 4×         | Cronică | 3× 1×            | Sala Mihály Magvassy, Győr Asistență: 200 Arbitri: Manea, Iliescu |

| 14 iulie 2019 16:30 | Țările de Jos | 30 − 23 | Croația  | Sala Mihály Magvassy, Győr Asistență: 300 Arbitri: Smailagić, Smailagić |
| 14 iulie 2019 16:30 | Dekker 9      | (19−11) | Guskić 9 | Sala Mihály Magvassy, Győr Asistență: 300 Arbitri: Smailagić, Smailagić |
| 14 iulie 2019 16:30 | 6× 1×         | Cronică | 4×       | Sala Mihály Magvassy, Győr Asistență: 300 Arbitri: Smailagić, Smailagić |

### Grupa C
| Echipa     | M | V | E | Î | GM | GP | G   | Pct |
| ---------- | - | - | - | - | -- | -- | --- | --- |
| Ungaria    | 3 | 3 | 0 | 0 | 99 | 72 | +27 | 6   |
| Spania     | 3 | 1 | 1 | 1 | 77 | 76 | +1  | 3   |
| Austria    | 3 | 1 | 0 | 2 | 76 | 90 | −14 | 2   |
| Muntenegru | 3 | 0 | 1 | 2 | 57 | 71 | −14 | 1   |

| 11 iulie 2019 18:30 | Ungaria          | 27 − 18 | Muntenegru | Audi Aréna, Győr Asistență: 2.500 Arbitri: Praštalo, Balvan |
| 11 iulie 2019 18:30 | trei jucătoare 4 | (15−7)  | Raičević 6 | Audi Aréna, Győr Asistență: 2.500 Arbitri: Praštalo, Balvan |
| 11 iulie 2019 18:30 | 2× 3×            | Cronică | 4× 1×      | Audi Aréna, Győr Asistență: 2.500 Arbitri: Praštalo, Balvan |

| 11 iulie 2019 20:30 | Spania           | 33 − 22 | Austria             | Audi Aréna, Győr Asistență: 300 Arbitri: Metalari, Nikolovski |
| 11 iulie 2019 20:30 | Arcos, Morales 6 | (17−11) | Draguljić, Kofler 4 | Audi Aréna, Győr Asistență: 300 Arbitri: Metalari, Nikolovski |
| 11 iulie 2019 20:30 | 4× 1×            | Cronică | 3×                  | Audi Aréna, Győr Asistență: 300 Arbitri: Metalari, Nikolovski |

| 12 iulie 2019 18:30 | Austria    | 31 − 39 | Ungaria          | Audi Aréna, Győr Asistență: 2.000 Arbitri: Boričić, Marković |
| 12 iulie 2019 18:30 | Reichert 8 | (15−21) | Albek, Schatzl 5 | Audi Aréna, Győr Asistență: 2.000 Arbitri: Boričić, Marković |
| 12 iulie 2019 18:30 | 6×         | Cronică | 6× 2×            | Audi Aréna, Győr Asistență: 2.000 Arbitri: Boričić, Marković |

| 12 iulie 2019 20:30 | Muntenegru | 21 − 21 | Spania   | Audi Aréna, Győr Asistență: 300 Arbitri: Pétursson, Þrastarson |
| 12 iulie 2019 20:30 | Knežević 8 | (11−10) | Moreno 7 | Audi Aréna, Győr Asistență: 300 Arbitri: Pétursson, Þrastarson |
| 12 iulie 2019 20:30 | 7× 1×      | Cronică | 4×       | Audi Aréna, Győr Asistență: 300 Arbitri: Pétursson, Þrastarson |

| 14 iulie 2019 18:30 | Ungaria  | 33 − 23 | Spania  | Audi Aréna, Győr Asistență: 2.500 Arbitri: Metalari, Nikolovski |
| 14 iulie 2019 18:30 | Kácsor 7 | (18−11) | Arcos 8 | Audi Aréna, Győr Asistență: 2.500 Arbitri: Metalari, Nikolovski |
| 14 iulie 2019 18:30 | 5× 1×    | Cronică | 1×      | Audi Aréna, Győr Asistență: 2.500 Arbitri: Metalari, Nikolovski |

| 14 iulie 2019 20:30 | Muntenegru | 18 − 23 | Austria            | Audi Aréna, Győr Asistență: 200 Arbitri: Geraets, Geraets |
| 14 iulie 2019 20:30 | Ćorović 4  | (8−14)  | Neidhart, Reichert | Audi Aréna, Győr Asistență: 200 Arbitri: Geraets, Geraets |
| 14 iulie 2019 20:30 | 8× 2× 1×   | Cronică | 2×                 | Audi Aréna, Győr Asistență: 200 Arbitri: Geraets, Geraets |

### Grupa D
| Echipa     | M | V | E | Î | GM | GP | G   | Pct |
| ---------- | - | - | - | - | -- | -- | --- | --- |
| Norvegia   | 3 | 3 | 0 | 0 | 93 | 68 | +25 | 6   |
| România    | 3 | 2 | 0 | 1 | 83 | 76 | +7  | 4   |
| Portugalia | 3 | 1 | 0 | 2 | 77 | 77 | 0   | 2   |
| Suedia     | 3 | 0 | 0 | 3 | 55 | 87 | −32 | 0   |

| 11 iulie 2019 14:15 | Norvegia | 33 − 16 | Suedia   | Audi Aréna, Győr Asistență: 150 Arbitri: Pétursson, Þrastarson |
| 11 iulie 2019 14:15 | Alver 9  | (21−9)  | Fredén 4 | Audi Aréna, Győr Asistență: 150 Arbitri: Pétursson, Þrastarson |
| 11 iulie 2019 14:15 | 6× 1×    | Cronică | 7× 1×    | Audi Aréna, Győr Asistență: 150 Arbitri: Pétursson, Þrastarson |

| 11 iulie 2019 16:15 | România    | 28 − 26 | Portugalia       | Audi Aréna, Győr Asistență: 300 Arbitri: Geraets, Geraets |
| 11 iulie 2019 16:15 | Moroianu 8 | (14−13) | Resende, Sousa 8 | Audi Aréna, Győr Asistență: 300 Arbitri: Geraets, Geraets |
| 11 iulie 2019 16:15 | 1× 2×      | Cronică | 5× 2× 1×         | Audi Aréna, Győr Asistență: 300 Arbitri: Geraets, Geraets |

| 12 iulie 2019 14:30 | Portugalia | 27 − 30 | Norvegia          | Audi Aréna, Győr Asistență: 150 Arbitri: Metalari, Nikolovski |
| 12 iulie 2019 14:30 | Sousa 10   | (14−18) | patru jucătoare 4 | Audi Aréna, Győr Asistență: 150 Arbitri: Metalari, Nikolovski |
| 12 iulie 2019 14:30 | 6× 1×      | Cronică | 4× 1×             | Audi Aréna, Győr Asistență: 150 Arbitri: Metalari, Nikolovski |

| 12 iulie 2019 16:30 | Suedia       | 20 − 30 | România  | Audi Aréna, Győr Asistență: 500 Arbitri: Geraets, Geraets |
| 12 iulie 2019 16:30 | Rundcrantz 6 | (6−18)  | Moraru 7 | Audi Aréna, Győr Asistență: 500 Arbitri: Geraets, Geraets |
| 12 iulie 2019 16:30 | 3×           | Cronică | 4× 1×    | Audi Aréna, Győr Asistență: 500 Arbitri: Geraets, Geraets |

| 14 iulie 2019 14:30 | Norvegia | 30 − 25 | România | Audi Aréna, Győr Asistență: 200 Arbitri: Praštalo, Balvan |
| 14 iulie 2019 14:30 | Deila 6  | (15−13) | Popa 9  | Audi Aréna, Győr Asistență: 200 Arbitri: Praštalo, Balvan |
| 14 iulie 2019 14:30 | 5× 1×    | Cronică | 4×      | Audi Aréna, Győr Asistență: 200 Arbitri: Praštalo, Balvan |

| 14 iulie 2019 16:30 | Suedia      | 19 − 24 | Portugalia       | Audi Aréna, Győr Asistență: 400 Arbitri: Boričić, Marković |
| 14 iulie 2019 16:30 | Andersson 6 | (8−8)   | Resende, Sousa 8 | Audi Aréna, Győr Asistență: 400 Arbitri: Boričić, Marković |
| 14 iulie 2019 16:30 | 1×          | Cronică | 4× 1×            | Audi Aréna, Győr Asistență: 400 Arbitri: Boričić, Marković |

## Grupele intermediare
Selecționatele naționale clasate pe ultimele două locuri în grupele preliminare au fost distribuite în două grupe intermediare: grupa a III-a, în care au jucat echipele din grupele preliminare A și B, respectiv grupa a IV-a, în care au jucat echipele din grupele C și D. Formațiile au intrat în grupele intermediare păstrându-și punctele și golaverajul rezultate în urma meciurilor directe din grupele principale.
Calendarul de mai jos respectă ora de vară CET:

### Grupa a III-a
| Echipa   | M | V | E | Î | GM | GP  | G   | Pct |
| -------- | - | - | - | - | -- | --- | --- | --- |
| Germania | 3 | 3 | 0 | 0 | 97 | 50  | +47 | 6   |
| Croația  | 3 | 2 | 0 | 1 | 87 | 72  | +15 | 4   |
| Slovacia | 3 | 1 | 0 | 2 | 68 | 101 | −33 | 2   |
| Slovenia | 3 | 0 | 0 | 3 | 62 | 91  | −29 | 0   |

| 16 iulie 2019 14:30 | Slovenia  | 22 − 33 | Croația    | Sala Mihály Magvassy, Győr Asistență: 100 Arbitri: Sa, Sa |
| 16 iulie 2019 14:30 | Cerovak 5 | (11−20) | Franušić 9 | Sala Mihály Magvassy, Győr Asistență: 100 Arbitri: Sa, Sa |
| 16 iulie 2019 14:30 | 5×        | Cronică | 4× 2×      | Sala Mihály Magvassy, Győr Asistență: 100 Arbitri: Sa, Sa |

| 16 iulie 2019 16:30 | Slovacia          | 18 − 39 | Germania | Sala Mihály Magvassy, Győr Asistență: 200 Arbitri: Pétursson, Þrastarson |
| 16 iulie 2019 16:30 | patru jucătoare 3 | (5−19)  | Wulf 7   | Sala Mihály Magvassy, Győr Asistență: 200 Arbitri: Pétursson, Þrastarson |
| 16 iulie 2019 16:30 | 5× 1×             | Cronică | 6× 1×    | Sala Mihály Magvassy, Győr Asistență: 200 Arbitri: Pétursson, Þrastarson |

| 17 iulie 2019 14:30 | Croația    | 38 − 24 | Slovacia               | Sala Mihály Magvassy, Győr Asistență: 50 Arbitri: Geraets, Geraets |
| 17 iulie 2019 14:30 | Franušić 8 | (21−14) | Jagodič, Tomašechová 5 | Sala Mihály Magvassy, Győr Asistență: 50 Arbitri: Geraets, Geraets |
| 17 iulie 2019 14:30 | 5×         | Cronică | 5× 1×                  | Sala Mihály Magvassy, Győr Asistență: 50 Arbitri: Geraets, Geraets |

| 17 iulie 2019 16:30 | Germania     | 32 − 16 | Slovenia | Sala Mihály Magvassy, Győr Asistență: 100 Arbitri: Praštalo, Balvan |
| 17 iulie 2019 16:30 | Bleckmann 11 | (17−7)  | Krese 6  | Sala Mihály Magvassy, Győr Asistență: 100 Arbitri: Praštalo, Balvan |
| 17 iulie 2019 16:30 | 2×           | Cronică | 2×       | Sala Mihály Magvassy, Győr Asistență: 100 Arbitri: Praštalo, Balvan |

### Grupa a IV-a
| Echipa     | M | V | E | Î | GM | GP | G  | Pct |
| ---------- | - | - | - | - | -- | -- | -- | --- |
| Austria    | 3 | 2 | 0 | 1 | 74 | 74 | 0  | 4   |
| Muntenegru | 3 | 2 | 0 | 1 | 60 | 61 | −1 | 4   |
| Portugalia | 3 | 1 | 0 | 2 | 67 | 69 | −2 | 2   |
| Suedia     | 3 | 1 | 0 | 2 | 70 | 67 | +3 | 2   |

| 16 iulie 2019 14:30 | Muntenegru | 20 − 19 | Suedia      | Audi Aréna, Győr Asistență: 200 Arbitri: Praštalo, Balvan |
| 16 iulie 2019 14:30 | Knežević 9 | (9−8)   | Andresson 5 | Audi Aréna, Győr Asistență: 200 Arbitri: Praštalo, Balvan |
| 16 iulie 2019 14:30 | 1× 2×      | Cronică | 3×          | Audi Aréna, Győr Asistență: 200 Arbitri: Praštalo, Balvan |

| 16 iulie 2019 16:30 | Austria          | 28 − 24 | Portugalia | Audi Aréna, Győr Asistență: 300 Arbitri: Fremstad, Pedersen |
| 16 iulie 2019 16:30 | trei jucătoare 3 | (15−5)  | Resende 9  | Audi Aréna, Győr Asistență: 300 Arbitri: Fremstad, Pedersen |
| 16 iulie 2019 16:30 | 4×               | Cronică | 3× 2×      | Audi Aréna, Győr Asistență: 300 Arbitri: Fremstad, Pedersen |

| 17 iulie 2019 14:30 | Suedia    | 32 − 23 | Austria    | Audi Aréna, Győr Asistență: 100 Arbitri: Manea, Iliescu |
| 17 iulie 2019 14:30 | Boqvist 7 | (17−12) | Neidhart 5 | Audi Aréna, Győr Asistență: 100 Arbitri: Manea, Iliescu |
| 17 iulie 2019 14:30 | 3× 1×     | Cronică | 3× 1×      | Audi Aréna, Győr Asistență: 100 Arbitri: Manea, Iliescu |

| 17 iulie 2019 16:30 | Portugalia | 19 − 22 | Muntenegru          | Audi Aréna, Győr Asistență: 300 Arbitri: Fremstad, Pedersen |
| 17 iulie 2019 16:30 | Resende 6  | (8−13)  | Knežević, Radović 6 | Audi Aréna, Győr Asistență: 300 Arbitri: Fremstad, Pedersen |
| 17 iulie 2019 16:30 | 1×         | Cronică | 2×                  | Audi Aréna, Győr Asistență: 300 Arbitri: Fremstad, Pedersen |

## Grupele principale
Selecționatele naționale clasate pe primele două locuri în cele patru grupe preliminare au avansat în două grupe principale: grupa I, în care au jucat echipele din grupele preliminare A și B, respectiv grupa a II-a, în care au jucat echipele din grupele C și D. Formațiile au intrat în grupele principale păstrându-și punctele și golaverajul rezultate în urma meciurilor directe din grupele principale.
|  | Echipele calificate în semifinale |

Calendarul de mai jos respectă ora de vară CET:

### Grupa I
| Echipa        | M | V | E | Î | GM | GP | G   | Pct |
| ------------- | - | - | - | - | -- | -- | --- | --- |
| Țările de Jos | 3 | 2 | 0 | 1 | 83 | 79 | +4  | 4   |
| Rusia         | 3 | 2 | 0 | 1 | 88 | 78 | +10 | 4   |
| Danemarca     | 3 | 1 | 0 | 2 | 66 | 76 | −10 | 2   |
| Franța        | 3 | 1 | 0 | 2 | 77 | 81 | −4  | 2   |

| 16 iulie 2019 18:30 | Franța   | 22 − 23 | Danemarca            | Sala Mihály Magvassy, Győr Asistență: 150 Arbitri: Manea, Iliescu |
| 16 iulie 2019 18:30 | Wajoka 6 | (11−11) | Halilčević, Møller 5 | Sala Mihály Magvassy, Győr Asistență: 150 Arbitri: Manea, Iliescu |
| 16 iulie 2019 18:30 | 5×       | Cronică | 2×                   | Sala Mihály Magvassy, Győr Asistență: 150 Arbitri: Manea, Iliescu |

| 16 iulie 2019 20:30 | Rusia           | 28 − 31 | Țările de Jos   | Sala Mihály Magvassy, Győr Asistență: 400 Arbitri: Metalari, Nikolovski |
| 16 iulie 2019 20:30 | Mihailicenko 10 | (15−13) | Van der Vliet 8 | Sala Mihály Magvassy, Győr Asistență: 400 Arbitri: Metalari, Nikolovski |
| 16 iulie 2019 20:30 | 3× 1×           | Cronică | 3×              | Sala Mihály Magvassy, Győr Asistență: 400 Arbitri: Metalari, Nikolovski |

| 17 iulie 2019 18:30 | Danemarca   | 23 − 30 | Rusia      | Sala Mihály Magvassy, Győr Asistență: 500 Arbitri: Boričić, Marković |
| 17 iulie 2019 18:30 | Andreasen 7 | (12−15) | Maslova 11 | Sala Mihály Magvassy, Győr Asistență: 500 Arbitri: Boričić, Marković |
| 17 iulie 2019 18:30 | 4×          | Cronică | 5× 1×      | Sala Mihály Magvassy, Győr Asistență: 500 Arbitri: Boričić, Marković |

| 17 iulie 2019 20:30 | Țările de Jos | 28 − 31 | Franța | Sala Mihály Magvassy, Győr Asistență: 200 Arbitri: Pétursson, Þrastarson |
| 17 iulie 2019 20:30 | Dekker 5      | (13−15) | Lasm 8 | Sala Mihály Magvassy, Győr Asistență: 200 Arbitri: Pétursson, Þrastarson |
| 17 iulie 2019 20:30 | 4× 1×         | Cronică | 3× 1×  | Sala Mihály Magvassy, Győr Asistență: 200 Arbitri: Pétursson, Þrastarson |

### Grupa a II-a
| Echipa   | M | V | E | Î | GM | GP | G   | Pct |
| -------- | - | - | - | - | -- | -- | --- | --- |
| Ungaria  | 3 | 3 | 0 | 0 | 92 | 68 | +24 | 6   |
| Norvegia | 3 | 2 | 0 | 1 | 77 | 74 | +3  | 4   |
| România  | 3 | 1 | 0 | 2 | 75 | 85 | −10 | 2   |
| Spania   | 3 | 0 | 0 | 3 | 68 | 85 | −17 | 0   |

| 16 iulie 2019 18:30 | Ungaria   | 28 − 24 | Norvegia       | Audi Aréna, Győr Asistență: 3.000 Arbitri: Boričić, Marković |
| 16 iulie 2019 18:30 | Kuczora 6 | (16−12) | Hansen, Moen 5 | Audi Aréna, Győr Asistență: 3.000 Arbitri: Boričić, Marković |
| 16 iulie 2019 18:30 | 3× 1×     | Cronică | 5× 1×          | Audi Aréna, Győr Asistență: 3.000 Arbitri: Boričić, Marković |

| 16 iulie 2019 20:30 | Spania  | 24 − 29 | România  | Audi Aréna, Győr Asistență: 250 Arbitri: Smailagić, Smailagić |
| 16 iulie 2019 20:30 | Arcos 6 | (12−14) | Șamanț 6 | Audi Aréna, Győr Asistență: 250 Arbitri: Smailagić, Smailagić |
| 16 iulie 2019 20:30 | 2× 1×   | Cronică | 4× 1×    | Audi Aréna, Győr Asistență: 250 Arbitri: Smailagić, Smailagić |

| 17 iulie 2019 18:30 | România      | 21 − 31 | Ungaria   | Audi Aréna, Győr Asistență: 3.000 Arbitri: Mitrović, Kažanegra |
| 17 iulie 2019 18:30 | Jipa, Popa 4 | (11−12) | Kuczora 5 | Audi Aréna, Győr Asistență: 3.000 Arbitri: Mitrović, Kažanegra |
| 17 iulie 2019 18:30 | 2× 1×        | Cronică | 4× 1×     | Audi Aréna, Győr Asistență: 3.000 Arbitri: Mitrović, Kažanegra |

| 17 iulie 2019 20:30 | Norvegia | 23 − 21 | Spania             | Audi Aréna, Győr Asistență: 150 Arbitri: Sa, Sa |
| 17 iulie 2019 20:30 | Alver 6  | (16−13) | Fernández-Agustí 4 | Audi Aréna, Győr Asistență: 150 Arbitri: Sa, Sa |
| 17 iulie 2019 20:30 | 5× 2×    | Cronică | 6× 1×              | Audi Aréna, Győr Asistență: 150 Arbitri: Sa, Sa |

## Meciurile pentru locurile 13–16

### Schemă
|  | Meciurile pentru locurile 13-16 | Meciurile pentru locurile 13-16 |                        |    | Meciul pentru locul 13 | Meciul pentru locul 13 |
|  |                                 |                                 |                        |    |                        |                        |
|  | 19 iulie 2019, 13:00            |                                 |                        |    |                        |                        |
|  |                                 |                                 |                        |    |                        |                        |
|  | Slovacia                        | 21                              |                        |    |                        |                        |
|  | Slovacia                        | 21                              | 20 iulie 2019, 12:30   |    |                        |                        |
|  | Suedia                          | 32                              |                        |    |                        |                        |
|  | Suedia                          | 32                              | Suedia                 | 25 |                        |                        |
|  | 19 iulie 2019, 15:30            |                                 | Suedia                 | 25 |                        |                        |
|  |                                 | Portugalia                      | 24                     |    |                        |                        |
|  | Portugalia                      | Portugalia                      | 24                     | 28 |                        |                        |
|  | Portugalia                      |                                 |                        | 28 |                        |                        |
|  | Slovenia                        | 25                              |                        |    |                        |                        |
|  | Slovenia                        | 25                              | Meciul pentru locul 15 |    |                        |                        |
|  |                                 |                                 |                        |    |                        |                        |
|  | 20 iulie 2019, 10:00            |                                 |                        |    |                        |                        |
|  |                                 |                                 |                        |    |                        |                        |
|  | Slovacia                        | 23                              |                        |    |                        |                        |
|  | Slovacia                        | 23                              |                        |    |                        |                        |
|  | Slovenia                        | 27                              |                        |    |                        |                        |

| 19 iulie 2019 13:00 | Slovacia | 21 − 32 | Suedia   | Sala Mihály Magvassy, Győr Asistență: 100 Arbitri: Metalari, Nikolovski |
| 19 iulie 2019 13:00 | Pustá 5  | (9−20)  | Moreno 8 | Sala Mihály Magvassy, Győr Asistență: 100 Arbitri: Metalari, Nikolovski |
| 19 iulie 2019 13:00 | 5× 1×    | Cronică | 4× 2×    | Sala Mihály Magvassy, Győr Asistență: 100 Arbitri: Metalari, Nikolovski |

| 19 iulie 2019 15:30 | Portugalia       | 28 − 25 | Slovenia | Sala Mihály Magvassy, Győr Arbitri: Pétursson, Þrastarson |
| 19 iulie 2019 15:30 | Resende, Sousa 9 | (14−12) | Krese 7  | Sala Mihály Magvassy, Győr Arbitri: Pétursson, Þrastarson |
| 19 iulie 2019 15:30 | 5× 1×            | Cronică | 6×       | Sala Mihály Magvassy, Győr Arbitri: Pétursson, Þrastarson |

### Meciul pentru locul 15
| 20 iulie 2019 10:00 | Slovacia         | 23 − 27 | Slovenia        | Sala Mihály Magvassy, Győr Asistență: 100 Arbitri: Smailagić, Smailagić |
| 20 iulie 2019 10:00 | trei jucătoare 4 | (15−13) | Cankar, Kolar 5 | Sala Mihály Magvassy, Győr Asistență: 100 Arbitri: Smailagić, Smailagić |
| 20 iulie 2019 10:00 | 3× 2×            | Cronică | 2×              | Sala Mihály Magvassy, Győr Asistență: 100 Arbitri: Smailagić, Smailagić |

### Meciul pentru locul 13
| 20 iulie 2019 12:30 | Suedia   | 25 − 24 | Portugalia | Sala Mihály Magvassy, Győr Asistență: 70 Arbitri: Geraets, Geraets |
| 20 iulie 2019 12:30 | Fredén 7 | (9−10)  | Resende 9  | Sala Mihály Magvassy, Győr Asistență: 70 Arbitri: Geraets, Geraets |
| 20 iulie 2019 12:30 | 1×       | Cronică | 3× 1×      | Sala Mihály Magvassy, Győr Asistență: 70 Arbitri: Geraets, Geraets |

## Meciurile pentru locurile 9–12

### Schemă
|  | Meciurile pentru locurile 9-12 | Meciurile pentru locurile 9-12 |                        |    | Meciul pentru locul 9 | Meciul pentru locul 9 |
|  |                                |                                |                        |    |                       |                       |
|  | 19 iulie 2019, 18:00           |                                |                        |    |                       |                       |
|  |                                |                                |                        |    |                       |                       |
|  | Germania                       | 22                             |                        |    |                       |                       |
|  | Germania                       | 22                             | 20 iulie 2019, 17:30   |    |                       |                       |
|  | Muntenegru                     | 13                             |                        |    |                       |                       |
|  | Muntenegru                     | 13                             | Germania               | 23 |                       |                       |
|  | 19 iulie 2019, 20:30           |                                | Germania               | 23 |                       |                       |
|  |                                | Croația                        | 22                     |    |                       |                       |
|  | Austria                        | Croația                        | 22                     | 24 |                       |                       |
|  | Austria                        |                                |                        | 24 |                       |                       |
|  | Croația                        | 27                             |                        |    |                       |                       |
|  | Croația                        | 27                             | Meciul pentru locul 11 |    |                       |                       |
|  |                                |                                |                        |    |                       |                       |
|  | 20 iulie 2019, 15:00           |                                |                        |    |                       |                       |
|  |                                |                                |                        |    |                       |                       |
|  | Muntenegru                     | 15                             |                        |    |                       |                       |
|  | Muntenegru                     | 15                             |                        |    |                       |                       |
|  | Austria                        | 22                             |                        |    |                       |                       |

| 19 iulie 2019 18:00 | Germania  | 22 − 13 | Muntenegru   | Sala Mihály Magvassy, Győr Asistență: 100 Arbitri: Smailagić, Smailagić |
| 19 iulie 2019 18:00 | Mühlner 7 | (10−4)  | Trifunović 3 | Sala Mihály Magvassy, Győr Asistență: 100 Arbitri: Smailagić, Smailagić |
| 19 iulie 2019 18:00 | 3× 2×     | Cronică | 2× 1×        | Sala Mihály Magvassy, Győr Asistență: 100 Arbitri: Smailagić, Smailagić |

| 19 iulie 2019 20:30 | Austria     | 24 − 27 | Croația   | Sala Mihály Magvassy, Győr Asistență: 50 Arbitri: Sa, Sa |
| 19 iulie 2019 20:30 | Neidhart 13 | (8−11)  | Ivanda 11 | Sala Mihály Magvassy, Győr Asistență: 50 Arbitri: Sa, Sa |
| 19 iulie 2019 20:30 | 4× 1×       | Cronică | 6× 1×     | Sala Mihály Magvassy, Győr Asistență: 50 Arbitri: Sa, Sa |

### Meciul pentru locul 11
| 20 iulie 2019 15:00 | Muntenegru | 15 − 22 | Austria    | Sala Mihály Magvassy, Győr Asistență: 100 Arbitri: Pétursson, Þrastarson |
| 20 iulie 2019 15:00 | Ćorović 5  | (7−12)  | Reichert 8 | Sala Mihály Magvassy, Győr Asistență: 100 Arbitri: Pétursson, Þrastarson |
| 20 iulie 2019 15:00 | 8× 1×      | Cronică | 1×         | Sala Mihály Magvassy, Győr Asistență: 100 Arbitri: Pétursson, Þrastarson |

### Meciul pentru locul 9
| 20 iulie 2019 17:30 | Germania    | 23 − 22 | Croația    | Sala Mihály Magvassy, Győr Asistență: 150 Arbitri: Fremstad, Pedersen |
| 20 iulie 2019 17:30 | Bleckmann 8 | (12−13) | Franušić 8 | Sala Mihály Magvassy, Győr Asistență: 150 Arbitri: Fremstad, Pedersen |
| 20 iulie 2019 17:30 | 1×          | Cronică | 3× 2×      | Sala Mihály Magvassy, Győr Asistență: 150 Arbitri: Fremstad, Pedersen |

## Meciurile pentru locurile 5–8

### Schemă
|  | Meciurile pentru locurile 5-8 | Meciurile pentru locurile 5-8 |                       |    | Meciul pentru locul 5 | Meciul pentru locul 5 |
|  |                               |                               |                       |    |                       |                       |
|  | 19 iulie 2019, 13:00          |                               |                       |    |                       |                       |
|  |                               |                               |                       |    |                       |                       |
|  | Danemarca                     | 27                            |                       |    |                       |                       |
|  | Danemarca                     | 27                            | 21 iulie 2019, 12:30  |    |                       |                       |
|  | Spania                        | 23                            |                       |    |                       |                       |
|  | Spania                        | 23                            | Danemarca             | 26 |                       |                       |
|  | 19 iulie 2019, 15:30          |                               | Danemarca             | 26 |                       |                       |
|  |                               | România                       | 34                    |    |                       |                       |
|  | România                       | România                       | 34                    | 37 |                       |                       |
|  | România                       |                               |                       | 37 |                       |                       |
|  | Franța                        | 27                            |                       |    |                       |                       |
|  | Franța                        | 27                            | Meciul pentru locul 7 |    |                       |                       |
|  |                               |                               |                       |    |                       |                       |
|  | 21 iulie 2019, 10:00          |                               |                       |    |                       |                       |
|  |                               |                               |                       |    |                       |                       |
|  | Spania                        | 27                            |                       |    |                       |                       |
|  | Spania                        | 27                            |                       |    |                       |                       |
|  | Franța                        | 26                            |                       |    |                       |                       |

| 19 iulie 2019 13:00 | Danemarca        | 27 − 23 | Spania      | Audi Aréna, Győr Asistență: 250 Arbitri: Geraets, Geraets |
| 19 iulie 2019 13:00 | trei jucătoare 4 | (10−10) | Sobrepera 6 | Audi Aréna, Győr Asistență: 250 Arbitri: Geraets, Geraets |
| 19 iulie 2019 13:00 | 2× 1×            | Cronică | 1×          | Audi Aréna, Győr Asistență: 250 Arbitri: Geraets, Geraets |

| 19 iulie 2019 15:30 | România    | 37 − 27 | Franța   | Audi Aréna, Győr Asistență: 200 Arbitri: Fremstad, Pedersen |
| 19 iulie 2019 15:30 | Moroianu 7 | (22−12) | Wajoka 7 | Audi Aréna, Győr Asistență: 200 Arbitri: Fremstad, Pedersen |
| 19 iulie 2019 15:30 | 5× 1×      | Cronică | 1×       | Audi Aréna, Győr Asistență: 200 Arbitri: Fremstad, Pedersen |

### Meciul pentru locul 7
| 21 iulie 2019 10:00 | Spania         | 27 − 26 | Franța  | Audi Aréna, Győr Asistență: 50 Arbitri: Praštalo, Balvan |
| 21 iulie 2019 10:00 | Arcos, Loidi 5 | (13−9)  | Begon 6 | Audi Aréna, Győr Asistență: 50 Arbitri: Praštalo, Balvan |
| 21 iulie 2019 10:00 | 2× 1×          | Cronică | 2×      | Audi Aréna, Győr Asistență: 50 Arbitri: Praštalo, Balvan |

### Meciul pentru locul 5
| 21 iulie 2019 12:30 | Danemarca  | 26 − 34 | România  | Audi Aréna, Győr Asistență: 400 Arbitri: Metalari, Nikolovski |
| 21 iulie 2019 12:30 | Damgaard 5 | (13−17) | Moraru 8 | Audi Aréna, Győr Asistență: 400 Arbitri: Metalari, Nikolovski |
| 21 iulie 2019 12:30 | 3×         | Cronică | 1×       | Audi Aréna, Győr Asistență: 400 Arbitri: Metalari, Nikolovski |

## Semifinalele și finala

### Schemă
|  | Semifinalele         | Semifinalele  |                       |  | Finala | Finala |
|  |                      |               |                       |  |        |        |
|  | 19 iulie 2019, 18:00 |               |                       |  |        |        |
|  |                      |               |                       |  |        |        |
|  | Ungaria              | 29            |                       |  |        |        |
|  | Ungaria              | 29            | 21 iulie 2019, 17:30  |  |        |        |
|  | Rusia                | 27            |                       |  |        |        |
|  | Rusia                | 27            | Ungaria               |  |        |        |
|  | 19 iulie 2019, 20:30 |               |                       |  |        |        |
|  |                      | Țările de Jos |                       |  |        |        |
|  | Țările de Jos        | 31            |                       |  |        |        |
|  | Țările de Jos        | 31            |                       |  |        |        |
|  | Norvegia             | 29            |                       |  |        |        |
|  | Norvegia             | 29            | Meciul pentru locul 3 |  |        |        |
|  |                      |               |                       |  |        |        |
|  | 21 iulie 2019, 15:00 |               |                       |  |        |        |
|  |                      |               |                       |  |        |        |
|  | Rusia                | 26            |                       |  |        |        |
|  | Rusia                | 26            |                       |  |        |        |
|  | Norvegia             | 29            |                       |  |        |        |

### Semifinalele
| 19 iulie 2019 18:00 | Ungaria  | 29 − 27 | Rusia          | Audi Aréna, Győr Asistență: 3.500 Arbitri: Mitrović, Kažanegra |
| 19 iulie 2019 18:00 | Kácsor 6 | (19−12) | Mihailicenko 8 | Audi Aréna, Győr Asistență: 3.500 Arbitri: Mitrović, Kažanegra |
| 19 iulie 2019 18:00 | 2×       | Cronică | 3× 1×          | Audi Aréna, Győr Asistență: 3.500 Arbitri: Mitrović, Kažanegra |

| 19 iulie 2019 20:30 | Țările de Jos           | 31 − 29 | Norvegia         | Audi Aréna, Győr Asistență: 500 Arbitri: Manea, Iliescu |
| 19 iulie 2019 20:30 | Nusser, Van der Vliet 8 | (8−11)  | trei jucătoare 5 | Audi Aréna, Győr Asistență: 500 Arbitri: Manea, Iliescu |
| 19 iulie 2019 20:30 | 6×                      | Cronică | 4×               | Audi Aréna, Győr Asistență: 500 Arbitri: Manea, Iliescu |

### Finala mică
| 21 iulie 2019 15:00 | Norvegia | 29 − 26 | Rusia        | Audi Aréna, Győr Asistență: 2.000 Arbitri: Sa, Sa |
| 21 iulie 2019 15:00 | Alver 7  | (19−13) | Kirdiașeva 9 | Audi Aréna, Győr Asistență: 2.000 Arbitri: Sa, Sa |
| 21 iulie 2019 15:00 | 3× 1×    | Cronică | 4× 1×        | Audi Aréna, Győr Asistență: 2.000 Arbitri: Sa, Sa |

### Finala
| 21 iulie 2019 17:30 | Țările de Jos    | 20 − 27 | Ungaria           | Audi Aréna, Győr Asistență: 5.400 Arbitri: Boričić, Marković |
| 21 iulie 2019 17:30 | trei jucătoare 4 | (7−14)  | patru jucătoare 4 | Audi Aréna, Győr Asistență: 5.400 Arbitri: Boričić, Marković |
| 21 iulie 2019 17:30 | 3× 1×            | Cronică | 2×                | Audi Aréna, Győr Asistență: 5.400 Arbitri: Boričić, Marković |

## Clasament și statistici

### Clasamentul final
|    | Ungaria       |
|    | Țările de Jos |
|    | Norvegia      |
| 4  | Rusia         |
| 5  | România       |
| 6  | Danemarca     |
| 7  | Spania        |
| 8  | Franța        |
| 9  | Germania      |
| 10 | Croația       |
| 11 | Austria       |
| 12 | Muntenegru    |
| 13 | Suedia        |
| 14 | Portugalia    |
| 15 | Slovenia      |
| 16 | Slovacia      |

| Actualizat pe 21 iulie 2019: \| Poz. \| Nume \| Echipă \| Goluri \| \| ---- \| ------------------ \| ------------- \| ------ \| \| 1 \| Joana Resende \| Portugalia \| 55 \| \| 2 \| Dana Bleckmann \| Germania \| 49 \| \| 2 \| Valeria Maslova \| Rusia \| 49 \| \| 2 \| Beatriz Sousa \| Portugalia \| 49 \| \| 5 \| Ema Guskić \| Croația \| 46 \| \| 6 \| Elena Mihailicenko \| Rusia \| 45 \| \| 7 \| Nina Neidhart \| Austria \| 43 \| \| 8 \| Lea Franušić \| Croația \| 39 \| \| 9 \| Johanna Reichert \| Austria \| 38 \| \| 10 \| Christine Alver \| Norvegia \| 37 \| \| 10 \| Zoe Sprengers \| Țările de Jos \| 37 \| | Conform paginii oficiale a EHF: Jucătoarea competiției (MVP) - Elena Mihailicenko (RUS) Cea mai bună marcatoare (golgheter) - Joana Resende (POR) (55 de goluri) Cea mai bună apărătoare - Csenge Kuczora (HUN) Echipa ideală a Campionatului European - Portar: Anna Vereșceak (RUS) - Extremă stânga: Zoe Sprengers (NED) - Inter stânga: Gréta Kácsor (HUN) - Coordonator: Larissa Nusser (NED) - Pivot: Ane Høgseth (NOR) - Inter dreapta: Valeria Maslova (RUS) - Extremă dreapta: Andra Moroianu (ROU) |               |        |
| Poz. | Nume | Echipă        | Goluri |
| 1 | Joana Resende | Portugalia    | 55     |
| 2 | Dana Bleckmann | Germania      | 49     |
| 2 | Valeria Maslova | Rusia         | 49     |
| 2 | Beatriz Sousa | Portugalia    | 49     |
| 5 | Ema Guskić | Croația       | 46     |
| 6 | Elena Mihailicenko | Rusia         | 45     |
| 7 | Nina Neidhart | Austria       | 43     |
| 8 | Lea Franušić | Croația       | 39     |
| 9 | Johanna Reichert | Austria       | 38     |
| 10 | Christine Alver | Norvegia      | 37     |
| 10 | Zoe Sprengers | Țările de Jos | 37     |